# Meizu M8
Das Meizu M8 ist ein internet- und multimediafähiges Multi-Touch-Smartphone des chinesischen MP3-Player-Herstellers Meizu. Schon lange vor dessen Erscheinen regte das Handy aufgrund seiner starken Ähnlichkeit zu Apples iPhone zu kontroversen Diskussionen an. Das Betriebssystem des Meizu M8 oder auch minione, ist eine von Meizu stark veränderte Version von Windows CE 6.0, die der GUI von Apple iOS ähnelt.
Eine erste Version des M8 wurde am 4. März 2008 auf der Cebit vorgestellt. Zu sehen war ein nicht-funktionaler Plastikprototyp und ein Entwicklungsboard mit einer ersten Version des Meizu OS inklusive Telefonfunktion.
Der Release des Handys verzögerte sich seit Ankündigung um fast 2 Jahre. Ab dem 8. Dezember 2008 war erstmals eine geringe Stückzahl auf dem chinesischen Markt erhältlich. Dieser „Testversion“ fehlten allerdings die für China wichtigen Mobilfunklizenzsticker. Seit dem 14. Januar 2009 hat Meizu jedoch diese Lizenz. Der offizielle Releasetermin der schwarzen 8-GB-Version des Meizu M8 war der 18. Februar 2009.  Später erschien eine 16-GB-Version sowie am 28. April 2009 schließlich die weiße Version des M8.
Mit "M8Android" gab es einen Versuch, das Betriebssystem Android auf das Gerät zu portieren.

## Firmware 1.0
Meizu entwickelte für die Firmware-Version 1.0 die komplette Oberfläche neu und erweiterte das Handy um einige Funktionen, wie zum Beispiel direkten Download aus dem integrierten Opera-Browser oder Programme wie den Messenger QQ. Dazu wurde das Betriebssystem, auf dem die Meizu Oberfläche aufbaut, auf WinCE 6.0 Release 3 aktualisiert. Dieser Entwicklungsprozess dauert noch immer an. Die neue Oberfläche wurde erstmals offiziell am 6. Februar 2010 mit der Firmware-Version 0.9.6.9 veröffentlicht.

## Kontroversen
Am 5. März wurde der Meizu-Stand auf der CeBit 2008 von der Polizei geschlossen. Das M8 war entgegen allen Gerüchten allerdings nicht der Grund, sondern angeblich unlizenzierte Unterstützung des MP3-Formates auf den Meizu-MP3-Playern.
Mit dem Marktstart des iPhone auf dem chinesischen Markt strengte Apple zunächst eine Übereinkunft mit dem chinesischen Patentamt und Meizu für einen Produktionsstopp an, verlangte dann aber einen sofortigen Verkaufsstopp, der auch durchgesetzt wurde.

## WLAN/EDGE
Da WLAN von der chinesischen Regierung ohne WAPI nicht freigegeben ist, ist die Funktion standardmäßig nicht verfügbar. Die erforderliche Hardware ist in einigen Geräten allerdings vorhanden, so dass man mit einem einfachen Programm WLAN auf dem M8 freischalten kann. Ebenso kann statt GPRS EDGE genutzt werden.
Eine internationale Version des M8 mit WLAN wurde nie öffentlich angekündigt. Dennoch werden auch weiterhin im Internet WLAN-Versionen des Handys angeboten.

## Dual- oder Quadband
Auf der offiziellen Meizu-Website wurde das Handy als Dualband-Handy angepriesen. Dennoch sollen zumindest Handys der ersten Produktionscharge, die sogenannten Testgeräte, auch mit den Frequenzen 850 und 1900 MHz funktionieren. Dies bestätigten Benutzer in Meizu-Community-Foren.

## Meizu M8SE
Am 22. September 2009 erschien die zweite Version des M8, das M8SE (Second Edition). Die Produktion des M8 wurde zeitgleich eingestellt. Neu an dieser Version ist die offizielle Unterstützung von WLAN bzw. WAPI sowie EDGE. Weiter wurde die SIM-Abdeckung leicht verändert, einige Chips ausgetauscht sowie der Musik-Button an der rechten Seite des Handys weggelassen.

## Meizu M9
Schon lange vor dem Erreichen der Firmware 1.0 kündigte Unternehmenschef Jack Wong bereits Nachfolger des M8 an.
Das M9 ist 3G-fähig und ausgestattet mit einem 1-GHz-Prozessor, einem 3,6-Zoll-multitouch-Display mit einer Auflösung von 960 × 640 Pixeln, 512 MB RAM, WLAN und GPS sowie einer 5-Megapixel-Kamera. Auf internen Speicher wurde verzichtet und dafür auf einen microSD-Kartenslot gesetzt. Als Betriebssystem wählte man diesmal Android 2.2 mit einer Meizu-eigenen Oberfläche.
Das Meizu M9 ist seit dem 25. Dezember 2010 erhältlich.